# Conan Barbarzyńca (film 1982)
Conan Barbarzyńca (ang. Conan the Barbarian) – film z gatunku magii i miecza produkcji amerykańskiej z 1982 roku, wyreżyserowany przez Johna Miliusa.
Conan to postać literacka stworzona przez amerykańskiego pisarza Roberta E. Howarda w serii opowiadań fantasy opublikowanych w latach 30. XX wieku. Fabuła filmu oparta jest na opowiadaniach Czarny kolos, Wieża słonia, Narodzi się wiedźma i Dom pełen łotrów.
Na podstawie opowiadań powstała też druga część filmowa – Conan Niszczyciel – w 1984 roku.

## Fabuła
Akcja filmu rozgrywa się w fikcyjnym prehistorycznym świecie ery hyboryjskiej, w którym magia miesza się z codziennością, a bohaterowie toczą bezwzględną walkę o przetrwanie. Ojczyzną Conana (Arnold Schwarzenegger) była górzysta Cymeria, kraina położona daleko na północy. Conan urodził się na polu bitwy, co wedle ówczesnych przekonań wróżyło mu krwawe i brutalne życie.
W pierwszych scenach filmu na pokrytą śniegiem wioskę Cymeryjczyków najeżdża wojownicze plemię prowadzone przez bezwzględnego Thulsę Dooma. Młody Conan jest świadkiem śmierci swoich rodziców z rąk najeźdźców, a sam zostaje wzięty do niewoli. Zostaje zmuszony do pracy przy „kole bólu”. Czas płynie, a Conan dorasta i mężnieje, w końcu sam jeden pcha koło. Zostaje sprzedany trenerowi gladiatorów, wkrótce staje się jego najlepszym zawodnikiem. Właściciel wojownika zwraca Conanowi wolność. Cymeryjczyk postawił przed sobą cel – zemścić się na Thulsie za śmierć rodziców i odzyskać miecz ojca. W swojej wędrówce Conan spotyka łucznika-złodzieja Hyrkańczyka Subotai i wraz z nim udaje się do Zamory w poszukiwaniu śladów Thulsy Dooma. Tam poznają Valerię, królową złodziei, w której Conan się zakochuje. Razem zakradają się do Wężowej Wieży i kradną niezwykle cenny klejnot – Oko Węża i inne kosztowności należące do kultu węża, którego przywódcą jest Doom, staczają też walkę z olbrzymim wężem. Świętując udaną akcję, trójka rabusiów upija się, zostaje schwytana przez miejskich strażników i postawiona przed obliczem króla Osrica. Władca obiecuje uwolnić przyjaciół, ale domaga się w zamian uratowania córki, która przyłączyła się do kultystów Dooma. Subotai i Valeria odmawiają, lecz Conan zgadza się i samotnie wyrusza w niebezpieczną wyprawę do Świątyni Seta.

## Występują
- Arnold Schwarzenegger – Conan
- James Earl Jones – Thulsa Doom
- Max von Sydow – Król Osric
- Sandahl Bergman – Valeria
- Ben Davidson – Rexor
- Gerry Lopez – Subotai
- Valérie Quennessen – Księżniczka
- William Smith – Ojciec Conana
- Luis Barboo – Czerwonowłosy
- Jorge Sanz – młody Conan
- Franco Columbu – piktyjski zwiadowca
- Cassandra Gava – Wiedźma
- Kiyoshi Yamazaki – Mistrz Miecza
- Gary Herman – Strażnik króla Osrica
- Sven-Ole Thorsen – Thorgrim
- Jack Taylor – Kapłan

## Ekipa
- Reżyseria – John Milius
- Scenariusz – Oliver Stone, John Milius
- Zdjęcia – Duke Callaghan
- Muzyka – Basil Poledouris
- Scenografia – Pier Luigi Basile, Veljko Despotovic, Benjamín Fernández, Giorgio Postiglione, Ron Cobb
- Producent – Raffaella De Laurentiis, Buzz Feitshans, Edward R. Pressman
- Producent wykonawczy – D. Constantine Conte, Dino De Laurentiis
- Montaż – Carroll Timothy O’Meara
- Kostiumy – John Bloomfield

## Nagrody
- Sandahl Bergman – Saturn (najlepsza aktorka); Złoty Glob (nowa gwiazda)
- Basil Poledouris – Saturn (najlepsza muzyka – nominacja)
- Saturn (najlepszy film fantasy – nominacja)
- Arnold Schwarzenegger – Złota Malina (najgorszy aktor – nominacja)